# Tự Đức
Kaiser Tự Đức (Hán tự: 嗣德; * 22. September 1829 in Huế; † 19. Juli 1883 ebenda) war der vierte Kaiser der vietnamesischen Nguyễn-Dynastie, er bekleidete dieses Amt vom 10. November 1847 bis zu seinem Tode. Sein eigentlicher Name war Nguyễn Phúc Hồng Nhậm, als Ärabezeichnung wählte er Tự Đức.

## Leben

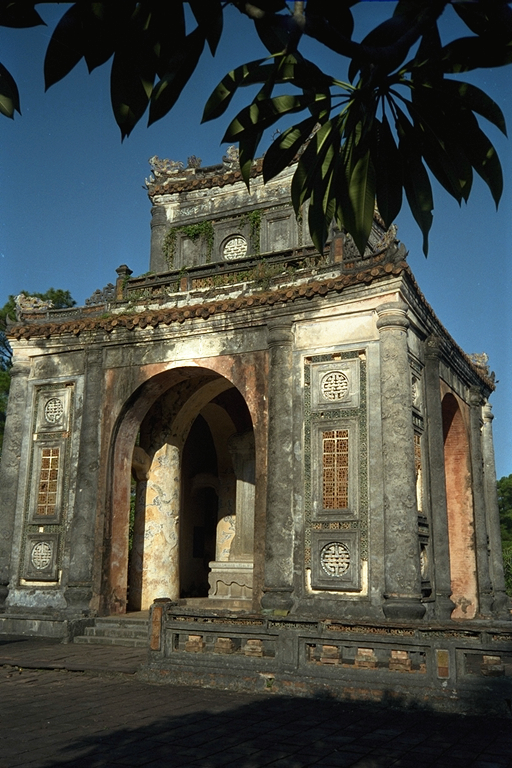
Stelenpavillon östlich des Grabs von Tự Đức

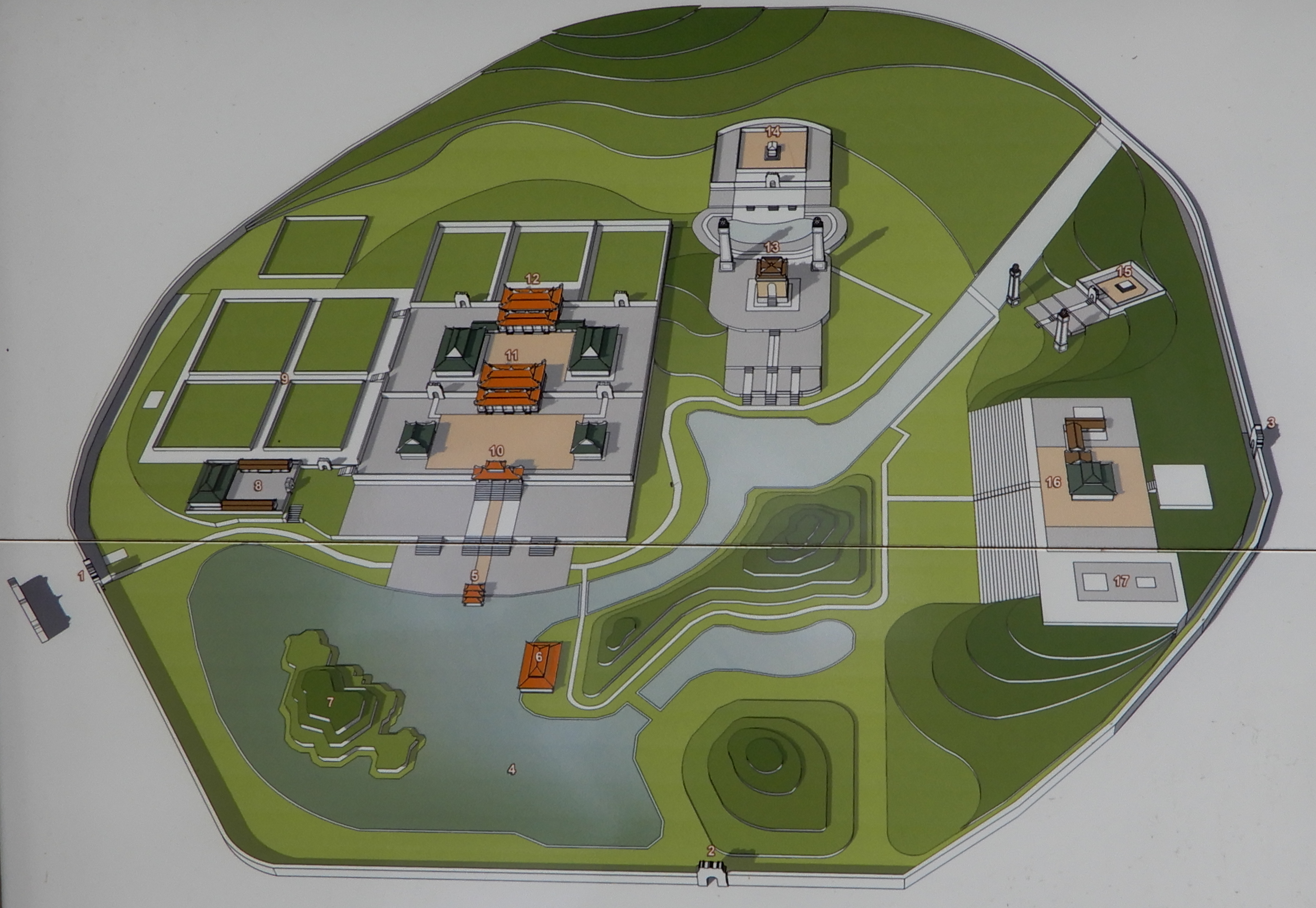
Grafische Darstellung der Grabanlage

Der Sohn von Kaiser Thiệu Trị wurde am 22. September 1829 geboren und folgte seinem Vater am 10. November 1847 auf den Thron. Seine Ära begann jedoch mit einer Rebellion. Diese hatte ihre Ursache in der Unterdrückungspolitik der vorherigen Kaiser der Nguyễn-Dynastie, aber erst die Umstände der Wahl von Tự Đức zum Kaiser gaben der Unzufriedenheit einen Anführer, zudem einen königlich legitimierten: Thiệu Trị hatte seinen gemäßigteren ältesten Sohn Hồng Bảo in der Thronfolge übergangen und den Thron stattdessen Tự Đức gegeben, der für seinen treuen Konfuzianismus, für seine Abneigung gegen Ausländer und Innovationen bekannt war.
Kronprinz Hồng Bảo wurde der Anführer einer Rebellion gegen Tự Đức. Sie stützte sich auf unterschiedliche Kräfte. Das waren zum einen konfuzianische Gelehrte, die meinten, durch das Übergehen des ältesten Sohnes sei die Familienhierarchie entehrt worden. Zum anderen waren es übriggebliebene Unterstützer der Lê-Dynastie, die viele immer noch als die legitime Dynastie Vietnams ansahen. Hinzu kamen schließlich die Bauern, die sich über die Nguyễn-Besteuerung und die gewöhnlich korrupten Mandarine empörten, aber auch über die katholischen Missionare und zum Christentum Bekehrten. Rasch unterdrückte Tự Đức die Rebellion mit militärischer Gewalt. Seine Mutter, Kaiserinwitwe Tự Đứ, brachte ihn davon ab, seinen Bruder hinrichten zu lassen, doch beging Hồng Bảo im Gefängnis Selbstmord.

### Politik
Kaiser Tự Đức führte die Politik seiner Vorgänger fort: Er koppelte Vietnam von der Außenwelt ab und lehnte alle Versuche ab, das Land zu modernisieren. Berichte über sein Privatleben zeigen einen vornehmen und gebildeten Mann, aber seine Politik führte zum Konflikt mit europäischen Mächten, speziell mit Frankreich, den Vietnam nicht gewinnen konnte. Er unterdrückte alle Ausländer, vor allem die christliche Gemeinschaft, deren Religion er eine „perverse Doktrin“ nannte. Der christliche Mandarin Nguyễn Truong To versuchte erfolglos, Tự Đức zu überzeugen, dass dies eine selbstmörderische Politik war. Dieser nahm jedoch an, die Revolutionswirren von 1848 würden Frankreich von einem Eingreifen abhalten, aber er sollte sich täuschen.
Frankreich nutzte die Christenverfolgung als Vorwand und griff vom südlichen Vietnam aus an. Die Nguyễn-Armee kämpfte einige Zeit tapfer, aber ihre antiquierten Waffen und Strategien waren keine Gefahr für die Franzosen, die mehr unter dem Klima und Krankheiten als unter des Gegners Widerstand litten. Während die französischen Truppen immer näher an ihn heranrückten, rief Tự Đức seinen chinesischen Überherrn, den Qing-Kaiser zu Hilfe. So ergab sich der Sino-Französische Krieg. In der Schlacht um Hanoi besiegten die Franzosen die Chinesen und die mit ihnen verbündeten Piraten der Schwarzen Flaggen. China gab seine Position als Lehnsherr Vietnams auf und erkannte Frankreich als die regierende Macht in der Region an.
Hinzu kamen erneute innere Rebellionen, die für die Nguyễn-Dynastie zur Gewohnheit wurden. Es gab wortwörtlich hunderte kleiner Rebellionen und Aufstände gegen die Nguyễn-Regierung. Unterdrücken christlicher Missionare war auch eine große Quelle von Störungen, inklusive der Exekution eines spanischen Bischofs, was zum Fall von Saigon zu den Franzosen führte. Nach einer Anordnung von 1848 forderte Tự Đức alle vietnamesischen Katholiken auf, ihre Religion zu widerrufen, ansonsten würden sie im Gesicht mit dem Zeichen der Häresie gebrandmarkt und alle Rechte und Privilegien verlieren. Diese Unterdrückung rief alle europäischen Mächte gegen Vietnam zusammen und Tự Đức hat damit alle Hoffnungen aufgegeben, für Vietnam als Opfer Hilfe der Außenwelt zu erringen.
Als weitere Rebellionen ausbrachen und die Franzosen zur Hauptstadt vordrangen, fürchtete Tự Đức um seine Macht. Er zog eine Vereinbarung mit den Franzosen vor, um die Rebellion niederschlagen zu können. Denn er erwartete zwar, dass Frankreich erniedrigende Zugeständnisse von ihm verlangen würde, die Rebellen würden ihn jedoch absetzen und/oder töten wollen. Tự Đức trat den südlichen Großteil Vietnams im Vertrag von Saigon und folgenden Abkommen als Cochinchina an Frankreich ab und akzeptierte den Status als französisches Protektorat für sein Land. Dies verursachte einen großen Aufruhr. Viele, wie der berühmte Mandarin Trương Công Định, weigerten sich, diesen Vertrag anzuerkennen. Sie kämpften, Tự Đức wegen der Aufgabe von Teilen ihres Heimatlandes verurteilend, weiter für die Verteidigung ihres Landes.
Kaiser Tự Đức erlebte die schlimmsten Auswirkungen der Kolonialisierung auf sein Land nicht mehr. Da er der letzte war, der es unabhängig regierte, wird er oft als letzter Kaiser Vietnams angesehen. Noch mit seinem Todeshauch soll er die Franzosen verflucht haben – so jedenfalls die Legende.

### Nachfolger
Infolge einer Pocken-Erkrankung war Tự Đức impotent, so dass er trotz eines riesigen Harems an Frauen in seinem Palast keine Kinder hatte. Deshalb adoptierte er drei seiner Neffen: Nguyễn Phúc Ưng Ái (Dục Đức), Nguyễn Phúc Ưng Kỷ (Đồng Khánh) und Nguyễn Phúc Ưng Đăng (Kiến Phúc).
Doch als es zu der Zeit kam, einen Nachfolger zu finden, war sein ältester Adoptivsohn, Nguyễn Phúc Ưng Ái (Dục Đức), nicht die erste Wahl, da er als spielsüchtig, untalentiert und leicht geistig behindert galt, sondern der jüngste der drei, Nguyễn Phúc Ưng Đăng (Kiến Phúc). Trotzdem wurde Nguyễn Phúc Ưng Ái nach dem Tod Tự Đứcs im Jahre 1883 als Kaiser (Dục Đức) inthronisiert. Es ist umstritten, wen der beiden Tự Đức zum Nachfolger bestimmt hatte. Nguyễn Phúc Ưng Ái (Dục Đức) könnte er gewählt haben, um seinen Adoptivsöhnen zu ersparen, was ihm und seinem Bruder Hồng Bảo widerfahren war.